# Zusters der Christelijke Scholen van Vorselaar
De Zusters der Christelijke Scholen van Vorselaar is een katholieke congregatie die door Lodewijk Vincent Donche S.J. (1769-1857) gesticht werd.
Ten tijde van het Verenigd Koninkrijk der Nederlanden werd in juni 1820 in Vorselaar een leerwerkschool voor meisjes ingericht door Gravin van de Werve-della Faille, weduwe van Karel Bernhard Johan van de Werve, en priester Lodewijk Vincent Donche. De eerste lesgeefsters waren twee Tilburgse dames. Dit vormde het begin van de Congratie van de Zusters der Christelijke Scholen, die kerkelijk werd erkend in 1834. Het initiatief wilde voorzien in degelijk onderwijs voor de gewone volkskinderen en werd stilaan door de congregatie ook in andere dorpen ingericht.
In 1960 bediende de congregatie zowat 150 scholen in het aartsbisdom Mechelen, waaronder het Maria Assumptalyceum en het Regina Pacisinstituut, beide in Brussel, en het Kardinaal van Roey-instituut op de site van het moederklooster in Vorselaar zelf. Bovendien verwierven haar catechetische uitgaven wereldwijd bekendheid en navolging. In de jaren 1960 werd het verbreed naar bijzondere jeugdzorg, parochiewerk en ouderenvoorzieningen.
De congregatie richtte zich relatief laat op missionering en was actief in Venezuela en de Dominicaanse Republiek.
Eind 2019 waren er 248 zusters van Vorselaar. Hiermee vormden zij de grootste groep congregationele religieuzen van Vlaanderen. Gedeeltes van het klooster zijn beschermd als monument van onroerend erfgoed.